# Иллиш, Фёдор Самойлович
Фёдор Самойлович (Самуилович) Иллиш (1822—1867) — российский химик.

## Биография
Сын рижского аптекаря. По окончании курса в Гессенском университете слушал лекции в Харьковском и в Московском университетах; при последнем 30 апреля 1846 года он выдержал экзамен на звание провизора. В 1849 году был определён преподавателем химии в Петербургский технологический институт; «по ходатайству начальства института, во внимание к особым его заслугам по устройству лаборатории, зачислен с 1854 г., по высочайше утверждённому мнению государственного совета, на государственную службу».
В 1860 году он был членом комиссии по составлению проекта положения о питейном сборе, в 1862 году — членом комитета по пересмотру соляных сборов и особого технического комитета при Департаменте податей и сборов.
В 1862 году был командирован на всемирную выставку в Лондон и в том же году читал публичный курс по винокурению.
С 1862 года был профессором института. Вышел в отставку по болезни 2 ноября 1863 года.
Ф. С. Иллиш является автором сочинений: «Алкоолометрия. Руководство к определению крепости и ценности спирта» (1862) и «Полное руководство винокуренного, пивоваренного и медоваренного производства, изложенное в 14 лекциях…» (1862).
Умер 11 (23) декабря 1867 года.